# Juncus thomsonii
Espèce
Juncus thomsonii est une espèce de plantes herbacées de la famille des Juncaceae.